# V614 Возничего
V614 Возничего (лат. V614 Aurigae) — одиночная переменная звезда в созвездии Возничего на расстоянии приблизительно 370 световых лет (около 114 парсеков) от Солнца. Видимая звёздная величина звезды — от +12,22m до +12,12m.

## Характеристики
V614 Возничего — оранжевый карлик, эруптивная переменная звезда типа RS Гончих Псов (RS) или вращающаяся переменная звезда типа BY Дракона (BY) спектрального класса K. Радиус — около 0,9 солнечного, светимость — около 0,326 солнечной. Эффективная температура — около 4603 K.